# Otto de Bray-Steinburg
Otto de Bray-Steinburg (1807-1899) est connu en Allemagne sous le nom d'Otto von Bray-Steinburg. En tant que président du conseil des ministres du Royaume de Bavière, il est appelé - au nom du roi Louis II de Bavière - à négocier au congrès du château de Versailles, le rattachement du royaume de Bavière à l'Empire allemand en cours de création, le 18 janvier 1871. Le Kaiser Guillaume Ier de Prusse prend la tête de ce nouvel empire, mettant ainsi fin à l'autonomie de la monarchie bavaroise.

## Biographie
Le comte Otto Kamilius Hugo Gabriel von Bray-Steinburg est né à Berlin le 17 mai 1807. Il est mort à Munich le 9 janvier 1899. Il est issu d'une famille d'origine française, la Famille de Bray, émigrée en Bavière au cours de la Révolution, après 1789. Son père, le comte François Gabriel de Bray est ministre plénipotentiaire du roi de Bavière auprès de différentes cours : Saint-Pétersbourg, Londres, Berlin, Paris et Vienne. Il est reconnu noble en Bavière et reçoit le titre de comte héréditaire par lettres patentes du 20 mars 1813 émises à Munich, confirmées en France par le roi Louis XVIII, par lettres patentes du 29 juin 1819.

## Carrière
Le comte Otto von Bray-Steinburg a fait ses études supérieures dans les universités de Göttingen et de Munich. Puis, il devient diplomate du royaume de Bavière à Vienne, Paris et Athènes. Entre 1843 et 1859, il est -par intermittences- ministre plénipotentiaire du roi de Bavière à la cour de Russie. En 1848, il est nommé président du conseil des ministres, avec attribution du Ministère des Affaires étrangères.Puis, il reprend à nouveau un poste d'ambassadeur à Berlin jusqu'en 1869.
En 1870, le comte Otto von Bray-Steinburg est nommé à nouveau au poste de président du Conseil des ministres avec attribution du Ministère des Affaires étrangères. À ce titre, il négocie et ratifie, le 18 janvier 1871, à la tête de la délégation bavaroise, le traité de Versailles créant l'Empire allemand qui sera gouverné par le Kaiser Guillaume Ier de Prusse. À cette date, le roi Louis II de Bavière devient le vassal du nouveau kaiser allemand. Otto von Bray-Steinburg, en désaccord avec le chancelier Bismarck sur la politique projetée sous le nom de Kulturkampf, est détaché à Vienne comme diplomate jusqu'à 1897. Il meurt à Munich le 9 janvier 1899.